# Союз клятвы мира
Союз клятвы мира (англ. Peace Pledge Union) — неправительственная организация, пропагандирующая пацифизм, базирующаяся в Соединенном Королевстве. Его члены подписали следующее обязательство: «Война — это преступление против человечности. Я отказываюсь от войны и поэтому полон решимости не поддерживать никакой войны. Я также полон решимости работать над устранением всех причин войны» и проводить кампании по продвижению мирных и ненасильственных решений конфликтов. Образует британскую секцию Интернационала противников войны.

## История

### Формирование

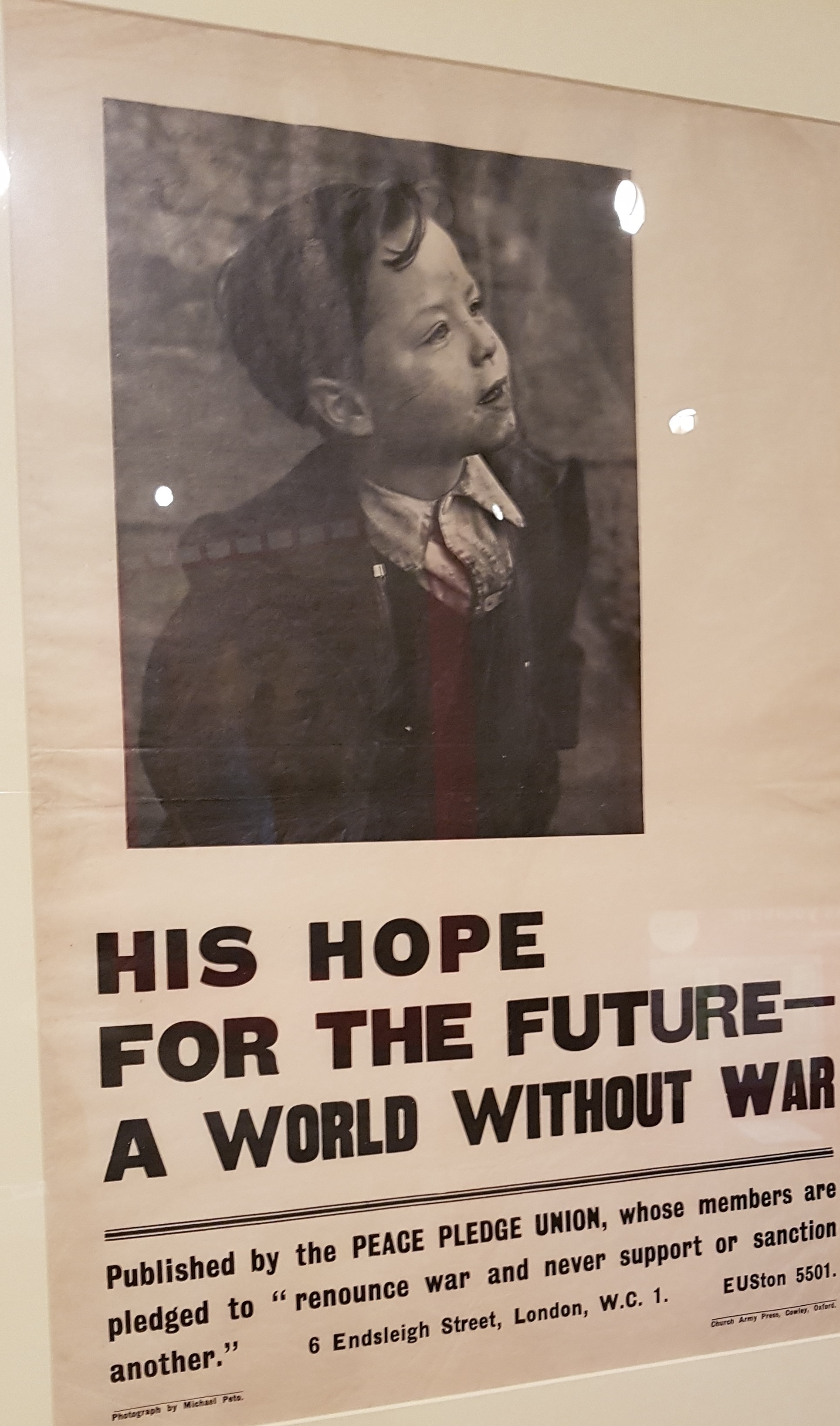
Плакат Союза клятв мира

«Союз клятвы мира» (СКМ) возник по инициативе Дика Шеппарда, служившего каноником в соборе Святого Павла. В 1934 году он опубликовал письмо в Manchester Guardian и других газетах, призывая мужчин присылать ему открытки с обещанием никогда не поддерживать войну. На письмо откликнулось 135 тысяч человек, которые официально стали членами Союза. В 1936 году членство было открыто и для женщин. Еженедельной газетой СКМ стала Peace News. СКМ удалось привлечь в качестве спонсоров известных общественных деятелей, таких как Олдоса Хаксли, Бертрана Рассела, Сторм Джеймсон, Роуз Маколей, Дональда Сопера, Зигфрида Сассуна, Реджинальда Соренсена, Джона Дейвиса Бересфорд, Урсулу Робертс (писавшую под псевдонимом «Сьюзан Майлз») и бригадного генерала Фрэнка Крозье.
СКМ привлекала в свои ряды активистов со всего политического спектра, включая христианских пацифистов, социалистов и анархистов. В 1937 году движение «Нет войне» официально объединилось с СКМ. Президентом СКМ стал бывший лидер лейбористов Джордж Лэнсбери, который ранее возглавлял движение «Нет больше войне». Лэнсбэри занимал этот пост до своей смерти в 1940 году. В 1937 году группа духовенства и мирян во главе с Шеппардом сформировала Англиканское пацифистское братство в качестве англиканского филиала к СКМ. Союз был связан с валлийской группой Heddwchwyr Cymru, основанной Гвинфором Эвансом. В марте 1938 года член СКМ Джордж Лэнсбери выступил с первым манифестом Союза. Манифест утверждал, что идея войны в защиту демократии внутренне противоречива и что «в период тотальной войны демократия погрузится в тоталитаризм».
Бо́льшая часть работы СКМ была связана с заботой о жертвах войны. В частности, СКМ финансировал детский дом для баскских детей и помогал беженцам от гражданской войны в Испании. Архивариус СКМ Уильям Хетерингтон писал, что «СКМ поощряла своих членов спонсировать отдельных еврейских беженцев из Германии, Австрии и Чехословакии, чтобы они могли получить убежище в Соединенном Королевстве».
В 1938 году СКМ выступил против принятия закона о мерах предосторожности при воздушных налётах, а в 1939 году выступил против призыва на военную службу.

### Отношение к нацистской Германии
Как и многие в 1930-х годах, СКМ поддерживал аспекты политики умиротворения, а некоторые члены предполагали, что нацистская Германия прекратит свою агрессию, если территориальные положения Версальского договора будут отменены. В 1938 году он поддержал политику Невилла Чемберлена в Мюнхене, считая притязания Гитлера на Судетскую область законными. Во время мюнхенского кризиса несколько спонсоров СКМ пытались отправить «пять тысяч пацифистов в Судетскую область в качестве ненасильственного присутствия», однако эта попытка ни к чему не привела.
Редактор Peace News и спонсор СКМ Джон Миддлтон Мерри и его сторонники в группе вызвали серьёзные споры, утверждая, что Германии следует передать контроль над частями континентальной Европы. В публикации СКМ « Поджигатели войны» Клайв Белл сказал, что Германии должно быть разрешено «поглотить» Францию, Польшу, Нидерланды и Балканы. Однако это никогда не было официальной политикой СКМ, и эта позиция быстро вызвала критику со стороны других активистов PPU, Веры Бриттен и Эндрю Стюарт. Вскоре после этого Клайв Белл покинул ППУ и к 1940 году поддерживал войну.
Некоторые сторонники СКМ настолько сочувствовали недовольству Германии, что сторонник СКМ Роуз Маколей заявила, что ей трудно отличить газету СКМ «Peace News» от газеты The Blackshirt Британского союза фашистов (BUF), сказав: «Иногда, читая „Peace News“, я и другие думаем, что мы получили журнал BUF по ошибке». Фашистское проникновение в СКМ и МИ5 следила за «небольшими фашистскими связями» СКМ.. После смерти Дика Шеппарда в октябре 1937 года Джордж Оруэлл, всегда враждебно относившийся к пацифизму, обвинил СКМ в «моральном крахе» на том основании, что некоторые члены даже присоединились к BUF Однако некоторые историки отмечают, что ситуация могла быть иной; то есть члены BUF пытались внедриться в СКМ. 11 августа 1939 года заместитель редактора Peace News Эндрю Стюарт раскритиковал тех, «кто считает, что членство в Британском союзе, фашистской организации сэра Освальда Мосли, совместимо с членством в СКМ». В ноябре 1939 года офицер МИ5 сообщил, что члены крайне правой Лиги Северных стран пытались «в массовом порядке присоединиться к СКМ».
Историки по-разному интерпретировали отношение СКМ к нацистской Германии. Историк Марк Гилберт сказал: «Трудно представить себе британскую газету, которая была бы столь последовательным апологетом нацистской Германии, как Peace News, которая „усердно повторяла утверждения нацистской прессы о том, что гораздо более серьёзные преступления, чем события Хрустальной ночи, были обычным явлением «британского колониального господства» Но Дэвид С. Луковиц утверждает, что «абсурдно обвинять СКМ в пронацистских настроениях. С самого начала оно подчеркивало, что главной его целью является мир во всем мире, экономическая справедливость и расовое равенство», но оно «слишком сильно сочувствовало позиции Германии, что часто является результатом невежества и поверхностного мышления». Исследование историка Ричарда Гриффитса, опубликованное в 2017 году, свидетельствует о значительных разногласиях в верхах СКМ, при этом редакторы Peace News в целом были более склонны преуменьшать опасности нацистской Германии, чем многие члены PPU Executive.

### Вторая мировая война
Первоначально Союз клятвы мира выступал против Второй мировой войны и продолжал настаивать на мире путём переговоров с Германией. 9 марта 1940 года 2000 человек посетили публичный митинг СКМ с призывом к заключению мира путем переговоров. В том же году членство в СКМ достигло пика в 140 тысяч человек .
Для некоторых членов СКМ внимание было сосредоточено не столько на мире путем переговоров, сколько на «ненасильственной революции» как в Великобритании, так и в Германии. В 1940 году СКМ издал буклет под названием «План кампании», перепечатав статью голландского христианского анархо-пацифиста Барта де Лигта. Он призвал сделать войну невозможной путем прямого действия, включая «самое эффективное — отказ от сотрудничества, бойкот и саботаж». Не все члены СКМ были довольны таким подходом, и буклет был изъят из продажи в Лондоне.
В феврале 1940 года газета Daily Mail призвала запретить СКМ. В то время как правительство решило не запрещать СКМ, ряд членов Союза столкнулись с арестом и судебным преследованием за агитацию против войны. В мае 1940 года шестерым ведущим активистам СКМ — Алексу Вуду, Стюарту Моррису, Морису Раунтри, Джону Барклаю, Рональду Смиту и Сидни Тодду — были предъявлены обвинения в публикации пацифистского плаката, направленного на поощрение людей всех национальностей к отказу от борьбы. Обвинение, зачитанное в суде, заключалось в том, что они «действительно пытались вызвать среди лиц, находящихся на службе Его Величества, недовольство, которое могло привести к нарушению их обязанностей». Обвинение представлял генеральный прокурор Дональд Сомервелл, а защиту — Джон Платтс-Миллс. Обвиняемые были осуждены, но не заключены в тюрьму. Совет СКМ большинством голосов проголосовал за снятие рассматриваемого плаката, хотя это решение, похоже, вызвало споры внутри СКМ Другие члены СКМ также были арестованы за проведение митингов под открытым небом во время войны и продажу Peace News на улице В 1942 году генеральный секретарь СКМ Стюарт Моррис был приговорен к девяти месяцам тюремного заключения за работу с секретными правительственными документами, касающимися британского правления в Индии, которые он якобы планировал передать Ганди или другим представителям ненасильственного крыла независимости Индии. Суд проходил тайно. Совет СКМ отмежевался от действий Морриса.
Критическое отношение к СКМ в этот период было резюмировано Джорджем Оруэллом, написавшим в октябрьском номере журнала Adelphi за 1941 год: «Поскольку пацифисты имеют больше свободы действий в странах, где сохранились следы демократии, пацифизм может действовать более эффективно против демократии, чем за это. Объективно пацифист пронацистский».
После падения Франции поддержка СКМ значительно снизилась, а некоторые бывшие члены Союза пошли добровольцами в вооруженные силы. СКМ отказался от идеи мирных переговоров. Вместо этого члены Союза сосредоточились на таких мероприятиях, как поддержка британских отказников от военной службы по соображениям совести и поддержка кампании продовольственной помощи. Несколько членов СКМ присоединились к Брудерхофу в Котсуолдсе, что было воспринято как радикальный мирный эксперимент. В рамках этой кампании была предпринята попытка поставлять продукты питания под наблюдением Красного Креста гражданскому населению оккупированной Европы. С 1941 года СКМ выступал против бомбардировок гражданского населения Германии и был одной из нескольких групп, поддерживавших Комитет по ограничению бомбардировок (большинство членов которого не были пацифистами и даже не выступали против войны в целом). Бирмингемское отделение СКМ заявило: «Мы, пацифисты, полные решимости противостоять нацистской системе, считаем, что ничто не может оправдать продолжение этой бойни и связанную с ней моральную деградацию». На протяжении всей войны Вера Бриттен издавала информационный бюллетень Letters to Peace Lovers, в котором критиковала ведение войны, включая бомбардировки гражданских районов Германии. У этого бюллетеня было 2000 подписчиков.
К 1945 году количество членов СКМ сократилось более чем на четверть и на момент окончания войны составляло 98 414 человек.

### После Второй мировой войны
С 1945 года СКМ последовательно «осуждала насилие, угнетение и оружие всех воюющих сторон». Сразу после войны основное внимание уделялось поддержке помощи голодающим в Европе и других странах. СКМ осудил применение ядерного оружия против Японии в августе 1945 года; в октябре 1945 года видные члены СКМ были среди тех, кто подписал открытое письмо, в котором массовые убийства нацистов в концентрационных лагерях сравнивались с массовыми убийствами атомными бомбами в Хиросиме и Нагасаки. Затем последовала публикация листовки СКМ «Атомная война». В 1947 году СКМ проголосовала за то, чтобы сделать приоритетной кампанию за отмену призыва в армию. Призыв в Великобритании был постепенно отменен с 1960 года и полностью отменен в 1963 году.
В 1950-е годы СКМ уделял больше внимания идеям ненасильственного гражданского неповиновения, разработанных Мохандасом Ганди и другими. Это не обошлось без разногласий даже внутри СКМ: некоторые члены ушли в отставку, поскольку они возражали против использования методов гражданского неповиновения. Тем не менее, члены СКМ были хорошо представлены в Комитете прямого действия против ядерной войны (DAC), основанного в 1957 году, который организовал первый марш в Олдермастоне в 1958 году. На практике, однако, в конце 1950-х — начале 1960-х годов СКМ потерял некоторых членов из-за Кампании за ядерное разоружение, (Campaign for Nuclear Disarmament, CND), хотя последняя не была исключительно пацифистской организацией и, по крайней мере, в первые дни своего существования была менее сосредоточена на прямом действии.
Некоторое восстановление состояния СКМ произошло после 1965 года, когда генеральным секретарем была Миртл Соломон. СКМ организовал акции протеста против войны США во Вьетнаме и раздавала американским туристам в Великобритании листовки, в которых говорилось, что «не только вьетнамцев убивают, но и американские мужчины умирают за дело, которого война не может достичь». СКМ также выступил против советского вторжения в Афганистан и осудил как аргентинское вторжение на Фолкленды, так и британский ответ. Союз также продвигал идеи мыслителей-пацифистов, таких как Лев Толстой, Махатма Ганди, Мартин Лютер Кинг-младший и Ричард Б. Грегг.
У СКМ было отделение в Северной Ирландии, Союз клятв мира в Северной Ирландии; в 1970-х годах эта группа выступала за вывод британской армии, а также за роспуск как республиканских, так и лоялистских военизированных групп.
Деятельность Союза клятв мира в XXI веке включала участие в британских протестах против войны в Ираке 2003 года. В 2005 году СКМ выпустил образовательный компакт-диск о жизни и творчестве Мартина Лютера Кинга, который был включён в программу несколькими британскими школами. В последние годы СКМ сосредоточился на таких вопросах, как День памяти, воспитание в духе мира, память о Первой мировой войне и вопросах милитаризации британского общества.

## Известные члены
Членами СКМ в разное время были: Вера Бриттен, Бенджамин Бриттен, Клиффорд Керзон, Алекс Комфорт, Эрик Гилл, Бен Грин, Лоуренс Хаусман, Олдос Хаксли, Джордж Лэнсбери, Кэтлин Лонсдейл, Реджинальд Соренсен, Джордж Маклауд, Сибил Моррисон, Джон Миддлтон Мерри, Питер Пирс, Макс Плауман, Артур Понсонби, Хью С. Робертон, Бертран Рассел, Зигфрид Сассун, Миртл Соломон, Дональд Сопер, Сибил Торндайк, Майкл Типпетт и Уилфред Уэллок.